# Grafschaft Liedberg
Die Grafschaft Liedberg  war ein Territorium im Herzogtum Niederlothringen. Räumlich deckte sie sich in großen Teilen mit den Nievenheimer Gau sowie mit dem gräflichen Land.

## Entstehung und Liedberger Grafengeschlecht
Die Grafschaft Liedberg entstand nach Jakob Bremer nach der Zersplitterung der Gaugrafschaft im 9. Jahrhundert und bestand bis zur Erbteilung im Jahre 1166. Zu dieser Zeit war die Grafschaft im vollen Besitz der Landesherrschaft unter anderen der Niedrigen- und der Hochgerichtsbarkeit bis Anrath und Ürdingen. Vor der großen Erbteilung 1166 gab es bereits Erbauseinandersetzungen u. a. mit dem Haus von Helpenstein, wo früh viel Gebiet (Herrschaft Helpenstein) und zahlreiche Allodien verloren gingen. Der nördliche und südliche Teil der Grafschaft ging nach der Erbteilung mit der Landesherrschaft in die Grafschaft Hülchrath (ein Lehen von Kurköln), dem späteren Amt Hülchrath von Kurköln auf. Die Burg Liedberg zusammen mit diversen Allodien u. a. Steinhausen fiel an den Grafen Gerhard I von Randerath und verblieb bis 1278 beim Haus Randerath und bildete danach das Amt Liedberg von Kurköln.
Erster urkundlich nachgewiesener Graf war Herimannus de Lithebereche der um 1100 in einer Urkunde des luxemburgersichen Staatsarchiv vorkommt. Er war mit Hadwig, einer Tochter des kelvischen und mörsischen Grafengeschlechts verheiratet. Seine Tochter Hildegunde heiratete den mächtigen Grafen Lothar von der Ahr.

## Castrum Liedberg
Stammburg der Grafen von Liedberg war das Castrum Liedberg, von dem heute noch der Bergfried der Festung (Burg) erhalten ist. Die Bezeichnung Castrum weist darauf hin, dass es sich um eine Festung mit überregionaler Bedeutung handelte. Bis heute gibt es keinen Gesamtplan der mittelalterlichen Festungsanlage, die einen erhebliche Umfang gehabt haben musste – da Bergfried und Schloss bereits im 11. Jahrhundert eine Einheit bildeten. Darauf weisen das Alter der Grundmauer des Schlosses hin, die auf das 11. Jahrhundert datiert werden. Verteilt über das Herrschergebiet gab es eine Vielzahl von Ritterlehen (s. u.), die selbst wieder befestigt waren und zur Verteidigung und Militärdienst auf Liedberg verpflichtet waren.

## Territorium und Orte der Grafschaft Liedberg
Räumlich erstreckte sich die Grafschaft Liedberg im Norden bis Krefeld (Grenze Kastell Krefeld-Gellep), im Süden bis Dyck (incl. des Gebiets der Herrschaft Dyck), im Westen bis zur Niers (incl. das Gebiet der Reichsherrschaft Myllendonk) und im Osten bis zur Erft und dem Rheine bis zur Stadt Neuss mit der südlichen Grenze Nievenheim (Höhe des röm. Kastells Haus Bürgel, war bis 14. Jhd. linksrheinisch), ein Gebiet mit mehr als 400 km². Zu Liedberg gehörte ein großes abhängiges Siedlungsgebiet mit den Orten Liedberg, Steinhausen, Rubbelrath, Steinforth, Schlich, Glehn, Schelsen, Zoppenbroich, Kleinenbroich, Schiefbahn, Kehn, Holzheim, Kaarst, Meer, Büderich, Nierst, Sierst und Krefeld. Zu Liedberg gehörten zahlreiche Allodien (freies Erbgut bzw. Eigentum) die auch außerhalb der Grafschaft z. B. in Königswinter, Overmuth an der Maas, Sulsen, Wahlscheid und Wolsdorf lagen.

## Liedberger Gerichtshoheit und Freigrafschaft
Liedberg besaß das Waldgrafenamt (Aufsichtsrecht) über ausgedehnte Waldungen zwischen der Niers, der Erft und dem Niederrhein, dem Mühlgau und im nördlich gelegenen Kehldachgau bis über Kempen, Budberg und Mörs hinaus. Schon seit den Karolingern standen alle Wälder und Brüche unter besonderen Holz-; Wald- oder Wildgrafen, welche die Gerichtsbarkeit (sog. Holzgeding bzw. niedere Gericht) innehatten und die Wälder des Königs verwalteten. Sie entschieden über Wald- und Wildberechtigung, über Holz- und Feldfrevel, Schuldsachen, kleinere Strafsachen und hatten die Aufsicht über Wege. Das Liedberger Hoch- und Holzgericht (welche z. T. bis in die Neuzeit vorhanden blieb, die Anrather Holzbank außerhalb des Amtes Liedbergs) hatte umfangreiche Rechte.
Eine Teil des Gebietes der Grafschaft Liedberg, bildete zusammen mit den Herrschaften Myllendonk und Dyck eine alte Gau-Grafengerichtsbarkeit, welche in den Weisthümern als „freie Grafschaft“, bzw. als gräfliches Land bzw. gräfliches Gericht bezeichnet wird. Die Besonderheit der Freigrafschaft war, dass die Bewohner (außer die dienstpflichtigen Höfe und Ministralen) frei von Abgaben und Diensten waren. Alte Gaugerichtsorte bestanden jahrhundertelang in Anrath und Kleinenbroich. Jakob Bremer fertigte für das ursprüngliche gräfliche Land (bis 1450) eine Karte an, welche die Kommunen (Stand 1956) Liedberg, Korschenbroich, Kleinenbroich, Büttgen, Giesenkirchen, Glehn, Holzheim, Hemmerden, Kapellen, Bedburdyck, Elfgen und Gutsdorf des alten Landkreises Grevenbroich angehörten. Reste des gräflichen Landes bzw. Gerichts erhielten sich bis in die Neuzeit in Glehn, Büttgen, Kapellen und Elfgen.

## Grafen in Liedberg
Pfalzgraf Ermfried

## Ritterlehen von Liedberg
Zur Grafschaft Liedberg gehörten zahlreiche Ritterlehen (48 "Vasallen" gab es noch um 1400); diese waren Ministerialen der Grafen von Liedberg oder Lehnsleute, für die Verteidigung der Burg Liedberg und des Landes zuständig. Alleine welche zum getrennten Gebietes von Schloss Meer gehörten, "machten diese durch Zahl und vornehmes Auftreten großen Eindruck(J. Bremer, S 20). Im Gebiet der Grafschaft befinden sich heute noch zahlreiche Herrensitze und ehemalige Burglehen, z. B. Haus Horst, Burg Steinhausen (Korschenbroich), Haus Raedt, Stepprather Hof, Hauserhof (Kleinenbroich), Haus Randerath (Kleinenbroich), Haus Schlickum (Glehn), Bloemenhof (Lüttenglehn), Haus Fürth, Haus Neuenhoven, Lauvenburg (Kaarst);Haus Zoppenbroich, Lewenhof (Steinforth), Schanzerhof (Glehn), Fleckenhaus (Glehn), Lövenling (Holzheim), Vorst (bei Fürth), Haus Meer, Dyckhof und Schloss Dyck.